# Pharsalia implagiata
Pharsalia implagiata är en skalbaggsart som beskrevs av Stefan von Breuning 1950. Pharsalia implagiata ingår i släktet Pharsalia och familjen långhorningar. Inga underarter finns listade i Catalogue of Life.